# بیمارستان صنایع پتروشیمی ماهشهر
بیمارستان صنایع پتروشیمی واقع در استان خوزستان ، شهرستان بندر ماهشهر ، بیمارستانی است درمانی و متعلق به سازمان بهداشت و درمان صنعت نفت ، با ۲۰۰ تخت ثابت که در سال ۱۳۷۸ خورشیدی در ۱۵ کیلومتری ماهشهر در شهرک ممکو تأسیس گردید و بیمارستانی است که در جهت ارائه خدمات به ساکنان شهرک بعثت که کارکنان رسمی وزارت نفت هستند راه اندازی شده است .
هم اکنون این بیمارستان دارای انواع بخش های تخصصی و فوق تخصصی مانند بخش‌ های اورژانس ، داخلی ، جراحی عمومی ، جراحی زنان و زایمان ، کودکان ، ارتوپدی ، روانپزشکی ، ارولوژی ، چشم پزشکی ، گوش و حلق و بینی، ICU ، CCU و دیگر واحد های تخصصی ، پاراکلینیکی و درمانگاهی می‌ باشد .
سایت بیمارستان : www.mah.piho.ir